# Спільна розробка нафтових (газових) пластів
Спільна розробка нафтових (газових) пластів (рос. совместная разработка нефтяных (газовых) пластов; англ. combined development of oil (gas) reservoirs, нім. gemeinsamer Erdöl- (Erdgas)schichtenabbau m) — розробка двох або декількох нафтових (чи окремо газових) пластів як єдиного експлуатаційного об'єкта єдиною сіткою свердловин без застосування методів одночасно-роздільної експлуатації.

## Загальна характеристика
Нафтові (газові) родовища (поклади), як правило, є багатопластовими, причому продуктивні пласти неоднорідні, перш за все, за колекторськими властивостями (мають різну проникність, товщину, піскуватість, розчленованість, витриманість по площі). На кожний з продуктивних пластів бурити свою сітку видобувних та нагнітальних свердловин (за необхідності діяння на них, наприклад, заводненням) часто є економічно збитково. При введенні нафтового родовища в промислову розробку спочатку вирішують питання про об'єднання продуктивних пластів в окремі експлуатаційні об'єкти та проведення спільної розробки пластів кожного об'єкта чи об'єктів.
Виділення експлуатаційних об'єктів проводять на основі вивчення колекторських властивостей продуктивних пластів, їхньої геологічної будови, можливостей технології та техніки експлуатації свердловин з використанням досвіду розробки родовищ, що мають подібні геологічні характеристики, фізико-хімічні властивості пластових рідин та нафтового газу. При цьому для кожного об'єкта повинно бути забезпечено досягнення запроектованих темпів видобування нафти, високих техніко-економічних показників розробки, затвердженого нафтовилучення із пластів і отримання прибутку. В один експлуатаційний об'єкт виділяють продуктивні пласти з близькими колекторськими властивостями (особливо проникністю), складом та властивостями пластових нафт (особливо в'язкості), однаковою насиченістю їх газами, з близькими значеннями пластових тисків і збігом у плані положень водонафтових контактів.
Основні умови об'єднання неоднорідних пластів в єдині експлуатаційні об'єкти: однакові швидкості витіснення нафти водою по всьому продуктивному розрізу в пластах з різною проникністю або випереджувальне витіснення в малопроникних пластах, коли об'єми нафтонасиченої породи (покладу) незначно відрізняються; випереджувальне витіснення у високопроникних пластах, коли об'єми покладу в них в 4 рази більші, ніж у малопроникних пластах; випереджувальне витіснення в пластах з меншою гідропровідністю за різної в'язкості нафт; здійснення спільного відбору пластової рідини із видобувних свердловин, що проведені на вибрані пласти, та роздільного запомповування води у випадку різкої різниці фізико-геологічних характеристик пластів при диференційованому тиску нагнітання; досягнення економічної ефективності від спільної розробки нафтових пластів.
Виділення нафтових пластів для їхньої спільної розробки — складна комплексна проблема. Для правильного її вирішення на стадії проектування розробки родовища необхідно мати надійну інформацію про геологічну будову пластів, фізичні властивості порід-колекторів, фізико-хімічні властивості пластових рідин, початкові термобаричні характеристики пластів, технології розробки, котрі забезпечують повноту вилучення нафти, технології та технічні засоби піднімання рідини із видобувних свердловин, найсприятливіші системи заводнення і технічні можливості їхнього здійснення, економічні нормативи усіх елементів нафтовидобування.
Неправильне об'єднання пластів при спільній розробці призводить до зменшення продуктивності свердловин, зниження охоплення виробкою запасів нафти по розрізу об'єктів, створює труднощі в регулюванні нагнітання води (падіння пластового тиску, утворення широких зон розгазування, передчасне обводнення видобувних свердловин). Після об'єднання пластів в єдиний експлуатаційний об'єкт їх розбурюють по єдиній сітці видобувних та нагнітальних свердловин.
Спільна розробка ведеться з використанням обладнання для одночасно-роздільної експлуатації свердловин. У процесі експлуатації родовища повинен проводитися комплекс геофізичних та гідродинамічних методів дослідження пластів і свердловин з метою підтвердження або зміни об'єднання нафтових пластів для їхньої спільної розробки.